# Paul Fiedler
Paul Fiedler (* 4. April 1900 in Neustadt/Harz; † 2. Dezember 1987 in Magdeburg) war ein deutscher Gewerkschafter (FDGB). Er war Vorsitzender des FDGB-Bezirksvorstandes Magdeburg.

## Leben
Fiedler wurde als Sohn einer Arbeiterfamilie geboren. Er besuchte die Volksschule und absolvierte anschließend eine Lehre zum Schmied. Anschließend war er in diesem Beruf und als Reparaturschlosser tätig. 1928 trat er der SPD bei. Von 1937 bis 1945 war er als Schlosser bei den Junkerswerken in Aschersleben beschäftigt.
Nach Kriegsende 1945 wurde Fiedler Mitglied des FDGB und 1946 Mitglied der SED. Seit 1945 arbeitete er als Schlosser in Ermsleben bei Ballenstedt/Harz. Von 1946 bis 1949 war er Betriebsassistent im VEB Walzwerk Hettstedt. 1949/50 fungierte er als Kadersekretär der Kreisleitung Hettstedt der SED. 1950 wurde er Bürgermeister von Burgörner. Nach einem Besuch der Landesparteischule der SED in Ballenstedt wirkte er von 1951 bis 1955 als Erster Sekretär der Kreisleitung Osterburg der SED. Zwischen 1951 und 1954 sowie von 1955 bis 1957 absolvierte er ein Fernstudium an der Parteihochschule „Karl Marx“.  
Von 1955 bis 1958 war er Vorsitzender, von 1958 bis 1962 Zweiter Vorsitzender des FDGB-Bezirksvorstandes Magdeburg. Zudem war Fiedler Mitglied der SED-Bezirksleitung Magdeburg und zeitweise auch Mitglied des Büros der SED-Bezirksleitung. Von 1962 bis 1970 wirkte er als Vorsitzender der Bezirksrevisionskommission des FDGB-Bezirksvorstandes Magdeburg. Außerdem war er als Vorsitzender der Veteranenkommission des FDGB-Bezirksvorstandes sowie als Mitglied der Kommission zur Betreuung alter verdienter Parteimitglieder der SED-Bezirksleitung tätig.
Fiedler starb im 88. Lebensjahr in Magdeburg.

## Auszeichnungen
- Vaterländischer Verdienstorden in Gold (1985)
- Fritz-Heckert-Medaille in Gold
- Orden „Banner der Arbeit“[4]